# 泉ヶ丘町
泉ヶ丘町（いずみがおかちょう）は、大阪府泉北郡にあった町。現在の堺市中区と南区のそれぞれ一部にあたる。廃止時点の面積は35.34km2、人口は19,210人、25大字。
堺市編入後に造成された泉北ニュータウン泉ヶ丘地区の全域と栂地区の東半が含まれ、地区名や駅名（泉ケ丘駅）の由来になっている。

## 歴史
- 1955年（昭和30年）4月1日 泉北郡久世村、西陶器村、東陶器村、上神谷村が合併して泉北郡泉ヶ丘町となる。大字平井に町役場を設置。
- 1959年（昭和34年）5月3日 堺市に編入される。